# Bete Mendes
Bete Mendes, nome artístico de Elizabeth Mendes de Oliveira (Santos, 11 de maio de 1949), é uma atriz e política brasileira. Iniciou a carreira artística na TV Tupi, até ir para a Rede Globo, onde atuou em diversos papéis de destaque como em O Rebu (1974), O Casarão (1976) e Sinhazinha Flô (1977).
Em 2007, interpretou a personagem Dona Benta na última temporada do seriado infantil Sítio do Picapau Amarelo.

## Biografia
Filha do suboficial da Aeronáutica Osmar Pires de Oliveira e de Maria Mendes de Oliveira, não concluiu o curso de Sociologia na Universidade de São Paulo (USP) pois foi proibida de frequentar qualquer universidade durante três anos (conforme o Decreto-lei 477 então vigente), em razão do seu envolvimento com a organização de extrema esquerda Vanguarda Armada Revolucionária Palmares (VAR-Palmares). Posteriormente formou-se em artes cênicas, também pela USP.
Apresentou-se pela primeira vez no teatro em 1968, na peça A Cozinha, de Arnold Wesker, com tradução do Millôr Fernandes e direção de Antunes Filho. Já foi casada com o ator e diretor Dennis Carvalho.

### Militância política
Em 1970 foi presa pela primeira vez, pelo DOI-CODI (Departamento de Operações Internas - Centro de Operações para Defesa Interna, órgão encarregado, durante a ditadura militar, de proceder o combate aos grupos de esquerda), ficando quatro dias detida. Entre setembro e outubro foi novamente presa, ocasião em que foi  torturada pelo coronel Carlos Alberto Brilhante Ustra, o qual negou as acusações. Absolvida pelo Superior Tribunal Militar, foi solta após trinta dias de cárcere - mas foi obrigada a abandonar o curso de Sociologia.
Participou ativamente de diversos movimentos sociais e sindicais, como a campanha pela regulamentação profissional de artistas e técnicos em espetáculos de diversões (conquistada em 1978), o apoio às greves dos Metalúrgicos do ABC paulista e o movimento pela Anistia. É associada ao Movimento Humanos Direitos.

### Carreira política e atuação parlamentar
Ao longo da carreira artística, voltada principalmente para a televisão, Bete Mendes teve também uma relevante atuação na política. Foi uma das fundadoras do Partido dos Trabalhadores, pelo qual se elegeu deputada federal pela primeira vez, na legislatura 1983-1987. Na Câmara dos Deputados foi terceira suplente do Secretário da Mesa Diretora. Foi titular na Comissão de Transportes e suplente em várias outras comissões. Em 1985, foi autora de projeto que criava uma comissão encarregada da elaboração de projeto de Constituição - arquivado por prejudicialidade, pois foi decidido posteriormente que a Constituição seria elaborada pelos deputados eleitos. Foi expulsa do partido por haver votado, ainda no regime de eleições indiretas, em Tancredo Neves para presidente da República. Elegeu-se novamente, desta feita pelo PMDB, para a legislatura seguinte (1987-1991), tendo participado da Constituinte de 1987. Além do mandato eletivo, foi Secretária Estadual de Cultura de São Paulo, no período de 15 de março de 1987 a 21 de dezembro de 1988. Presidiu a Fundação de Artes do Estado do Rio de Janeiro, Funarj, em 1999, durante o governo Anthony Garotinho.
O rompimento com o PT não a impediu de apoiar as candidaturas presidenciais de Luiz Inácio Lula da Silva, inclusive a de 2006, quando muitos artistas retiraram seu apoio a ele, após o desgaste que o partido sofrera com o escândalo do mensalão.
Em setembro de 2007, Bete Mendes foi homenageada em Santos, sua cidade natal, onde teve seu nome inscrito na "calçada da fama" - criada em frente ao Cine Roxy, no bairro do Gonzaga - ao lado de Pelé e do compositor Gilberto Mendes.

### O caso Brilhante Ustra
Quando exercia o seu segundo mandato, sendo presidente José Sarney, Bete Mendes integrou a comitiva presidencial em visita oficial ao Uruguai. No dia 17 de agosto de 1985 Bete reconheceu  o adido militar da embaixada brasileira em Montevidéu, o coronel Carlos Alberto Brilhante Ustra, como sendo o seu antigo torturador, na prisão do Doi-Codi. O episódio ganhou ampla repercussão no país, reacendendo os debates sobre a amplitude da Lei da anistia, promulgada em 1979, discutindo-se se tal anistia de fato atingiria os envolvidos em crimes de tortura. 
Em resposta à acusação de Bete Mendes, Ustra publicou um livro intitulado Rompendo o Silêncio, onde nega que a atriz tenha sofrido qualquer tipo de tortura e a acusa de ter montado um "teatro" para promover sua reeleição. Contra o coronel Ustra pesavam diversas outras acusações de ex-presos políticos, por prática de tortura, assassinatos e desaparecimentos de presos que estavam sob a guarda do DOI-Codi paulistano, além de ações judiciais movidas por familiares de ex-presos e pelo Ministério Público Federal. Em 2008, a família de Luiz Eduardo da Rocha Merlino moveu uma ação para que a Justiça reconhecesse o papel de Ustra na morte do  ex-preso, em decorrência de tortura, ocorrida no mês de julho de 1971. Em 2012, Ustra foi condenado a indenizar a família Merlino por danos morais. Ele recorreu da decisão, mas morreu em 2015, antes do novo julgamento.

## Carreira

### Televisão
| Ano  | Título                       | Personagem                                          | Nota                                        | Emissora          |
| ---- | ---------------------------- | --------------------------------------------------- | ------------------------------------------- | ----------------- |
| 1967 | Águias de Fogo               | Secretária/Terrorista                               | Episódio: "Operação Tatu"                   | Rede Tupi         |
| 1968 | Beto Rockfeller              | Renata Lins                                         |                                             | Rede Tupi         |
| 1969 | Super Plá                    | Albertina Guimarães (Titina)                        |                                             | Rede Tupi         |
| 1970 | O Meu Pé de Laranja Lima     | Glória da Silva (Godóia / Glorinha)                 |                                             | Rede Tupi         |
| 1970 | Simplesmente Maria           | Angélica Rios                                       |                                             | Rede Tupi         |
| 1971 | Nossa Filha Gabriela         | Rosana                                              |                                             | Rede Tupi         |
| 1972 | A Revolta dos Anjos          | Estela Borges Mourão                                |                                             | Rede Tupi         |
| 1972 | Na Idade do Lobo             | Carina Veloso                                       |                                             | Rede Tupi         |
| 1973 | As Divinas... e Maravilhosas | Carolina Junqueira                                  |                                             | Rede Tupi         |
| 1973 | A Volta de Beto Rockfeller   | Renata Lins                                         |                                             | Rede Tupi         |
| 1974 | O Rebu                       | Sílvia Mahler                                       |                                             | Rede Globo        |
| 1975 | Bravo!                       | Lia Di Lorenzo                                      |                                             | Rede Globo        |
| 1976 | O Casarão                    | Vânia Lins                                          |                                             | Rede Globo        |
| 1977 | Sinhazinha Flô               | Flora Meirelles (Sinhazinha Flô)                    |                                             | Rede Globo        |
| 1978 | Sinal de Alerta              | Vera Bastos                                         |                                             | Rede Globo        |
| 1980 | Pé de Vento                  | Teresa Horta (Terezinha)                            |                                             | Rede Bandeirantes |
| 1980 | Dulcinéa, Vai à Guerra       | Jerusa Vaz                                          |                                             | Rede Bandeirantes |
| 1981 | Floradas na Serra            | Elza Maia                                           |                                             | TV Cultura        |
| 1982 | Caso Verdade                 | Roselí                                              | Episódio: "Por uma Fresta de Sol"           | Rede Globo        |
| 1985 | O Tempo e o Vento            | Maria Valéria Terra                                 |                                             | Rede Globo        |
| 1985 | De Quina pra Lua             | Patrícia Oliveira Santana (Paty)                    |                                             | Rede Globo        |
| 1989 | Tieta                        | Aída Pires                                          |                                             | Rede Globo        |
| 1990 | Lua Cheia de Amor            | Emília Amoedo                                       |                                             | Rede Globo        |
| 1992 | Anos Rebeldes                | Carmen                                              |                                             | Rede Globo        |
| 1992 | Você Decide                  | Beatriz Leite                                       | Episódio: "Romance Moderno"'                | Rede Globo        |
| 1993 | Você Decide                  | Gilda Sabino                                        | Episódio: "Relação Delicada"                | Rede Globo        |
| 1993 | O Mapa da Mina               | Carmem Simeone Rocha                                |                                             | Rede Globo        |
| 1994 | Memorial de Maria Moura      | Antônia Moura                                       |                                             | Rede Globo        |
| 1994 | Pátria Minha                 | Zuleica Trindade Ribeiro                            |                                             | Rede Globo        |
| 1994 | Quatro por Quatro            | Fátima de Almeida (Dona Fátima)                     |                                             | Rede Globo        |
| 1996 | Você Decide                  | Clarisse Nunes                                      | Episódio: "Pobre Menina Rica"               | Rede Globo        |
| 1996 | O Rei do Gado                | Donana da Silva Jatobá (Donana)                     |                                             | Rede Globo        |
| 1997 | Conto de Natal               |                                                     | Especial de fim de ano                      | Rede Globo        |
| 1998 | Brida                        | Diva Teixeira                                       |                                             | Rede Manchete     |
| 1999 | Terra Nostra                 | Ana Splendore                                       |                                             | Rede Globo        |
| 2000 | Aquarela do Brasil           | Olga Duarte                                         |                                             | Rede Globo        |
| 2003 | A Casa das Sete Mulheres     | Ana Joaquina da Silva Gonçalves (Dona Ana Joaquina) |                                             | Rede Globo        |
| 2004 | Seus Olhos                   | Edith Garcia Machado                                |                                             | SBT               |
| 2005 | América                      | Fátima Carvalho Ramos                               |                                             | Rede Globo        |
| 2005 | Malhação                     | Filomena Barbosa (Tia Filó)                         |                                             | Rede Globo        |
| 2006 | Páginas da Vida              | Natércia do Cordeiro de Sousa (Irmã Natércia)       |                                             | Rede Globo        |
| 2007 | Sítio do Picapau Amarelo     | Benta Encerrabodes de Oliveira (Dona Benta)         | Temporada 7                                 | Rede Globo        |
| 2008 | Casos e Acasos               | Hilda Ferreira                                      | Episódio: "O Colchão, a Mala e a Balada"    | Rede Globo        |
| 2008 | Casos e Acasos               | Angelina Munhoz                                     | Episódio: "O Parto, O Batom e o Passaporte" | Rede Globo        |
| 2009 | Caras & Bocas                | Maria da Piedade Batista Azevedo Conti (Piedade)    |                                             | Rede Globo        |
| 2011 | Insensato Coração            | Zuleica Alencar                                     |                                             | Rede Globo        |
| 2012 | Gabriela                     | Florinda Reis (Florzinha)                           |                                             | Rede Globo        |
| 2013 | Flor do Caribe               | Olívia Soares                                       |                                             | Rede Globo        |
| 2017 | Os Dias Eram Assim           | Ela Mesma                                           | Episódio: "3 de agosto"                     | Rede Globo        |
| 2017 | Tempo de Amar                | Irmã Imaculada                                      | Episódios: "4 de outubro—13 de janeiro"     | Rede Globo        |
| 2024 | Garota do Momento            | Arlete Batista                                      |                                             | Rede Globo        |

### Cinema
Fonte: Coleção Aplauso
| Ano  | Título                              | Personagem        |
| ---- | ----------------------------------- | ----------------- |
| 1974 | As Delícias da Vida                 | Eva               |
| 1980 | Amantes da Chuva                    | Isabel            |
| 1980 | J. S. Brown, o Último Herói do Gibi | Cris              |
| 1981 | Eles não Usam Black-tie             | Maria             |
| 1982 | Insônia                             | —                 |
| 2002 | A Cobra Fumou                       | Narradora         |
| 2004 | Vestido de Noiva                    | Dona Lígia        |
| 2006 | Brasília 18%                        | Francisca Gonzaga |
| 2010 | Aparecida - O Milagre               | Julia Resende     |
| 2013 | Vazio Coração                       | Luiza Alves       |
| 2017 | Introdução a Música do Sangue       | Ernestina         |
| 2025 | Vítimas do Dia                      | Elizabete         |

### Teatro
Fonte: Coleção Aplauso
- 1968 - A Cozinha, direção de Antunes Filho
- 1974 - Desgraças de uma Criança
- 1975 - Gota d'Água, direção de Gianni Ratto
- 1977 - A Morte de Danton, direção de Aderbal Freire Filho
- 1979 - A Calça, direção de Maurice Vaneau
- 1981 - Patética, direção de Celso Nunes
- 1982 - Pegue e Não Pague, direção de Gianfrancesco Guarnieri e Renato Borghi
- 1991 - Ária de Serviço, direção de M. A. Braz
- 1993 - As Primícias
- 1995 - À Luz da Lua, direção de Ítalo Rossi
- 2000 - Momentos, Beijos, direção de Nelson Rodrigues Filho
- 2001 - Bárbara do Crato, direção de Wilma Ducetti